# Тхоубал (округ)
Тхоубал (англ. Thoubal) — округ в индийском штате Манипур. Административный центр — город Тхоубал. Образован в 1983 году. Площадь округа — 514 км². По данным всеиндийской переписи 2001 года население округа составляло 364 140 человек. Уровень грамотности взрослого населения составлял 66,41 %, что выше среднеиндийского уровня (59,5 %).